# 진주 정설 부부 묘
진주 정설 부부 묘(晋州 鄭舌 夫婦 墓)는 대한민국 경상남도 진주시 신안동에 있는, 진주정씨(晋州鄭氏) 공대공파(恭戴公派)의 파조(派祖)인 정척(鄭陟)의 아버지인 설(舌)과 그의 부인 강씨(姜氏)를 합장한 방형분이다.
2003년 10월 30일 경상남도의 기념물 제252호 진주 신안동 정설 부부 묘로 지정되었다가, 2018년 12월 20일 현재의 명칭으로 변경되었다.

## 개요
진주정씨(晋州鄭氏) 공대공파(恭戴公派)의 파조(派祖)인 정척(鄭陟)의 아버지인 설(舌)과 그의 부인 강씨(姜氏)를 합장한 방형분이다.
평면상 묘의 크기는 6.8×4.8m인데, 횡장방형으로 배치되어 있는 점이 특이하다. 봉분은 후대에 증축하였겠으나, 현재 형태는 방대형이다. 묘 앞에는 여러 단의 석축이 있고, 그 위에 상석과 망주석, 비 등이 있다. 상석과 비는 후대의 것이다. 묘의 주위에는 담장이 둘려져 있고 담장과 묘 사이에는 박석이 깔려 있다. 호석(면석)은 탑 기단부의 우주, 탱주와 같이 돌출되게 처리되어 있다. 갑석은 전후 5매, 좌우 3매로 정연하다.
전면의 면석에는 많은 명문이 새겨져 있는데, 그 내용으로 보아 좌측에는 설, 우측에는 강씨가 매장되었음을 알 수 있다. 설은 영락계묘(永樂癸卯)(1423년), 강씨는 홍무을해(洪武乙亥)(1395년)이다. 망주석의 상부에 나무를 타고 오르는 다람쥐를 새긴 것은 재미있는 표현이다.
진주 신안동 정설 부부묘는 전면의 면석에 각 피장자의 매장연대 외에도 많은 명문이 있어 당대의 가족사를 연구하는데 좋은 자료로 평가된다.

## 참고 문헌
- 진주 정설 부부 묘 - 국가유산청 국가유산포털